# Васильцова, Мария Евгеньевна
Мария Евгеньевна Васильцова (22 июня 1995 года, Новосибирск, Россия) — российская сноубордистка, выступающая в сноуборд-кроссе. Мастер спорта России. Член олимпийской сборной команды России по сноуборду на Олимпиаде в Пхёнчхане.

## Спортивная карьера
Мария Васильцова начала заниматься сноубордом в 15 лет в Новосибирске. До сноуборда 9 лет занималась фигурным катанием.
В начале своей карьеры соревновалась в сноуборд-кроссе и параллельном гигантском слаломе. Затем полностью перешла в сноуборд-кросс.
В 2011 году на Европейском юношеском Олимпийском фестивале в Чехии стала 11-й в сноуборд-кроссе и 36-й в параллельном гигантском слаломе.
Дебютировала на этапах Кубка Европы 22 декабря 2012 года. Лучшее достижение Марии в Кубке Европы — 20 место по итогам сезона 2014/2015.
На этапах Кубка мира Мария Васильцова дебютировала 17 февраля 2013 года в Сочи. В сезоне 2015/2016 Мария завоевала свой первый подиум, стала 3-й в сноуборд-кроссе на этапе в Монтафоне, Австрия.
Мария Васильцова 3 раза принимала участие в чемпионатах мира среди юниоров. Лучшим для неё стало 8-е место в сноуборд-кроссе в 2015 году в Ябули.
На чемпионате мира в испанской Сьерра-Неваде Мария заняла 17-е место.
На Олимпийских играх в Пхёнчхане Васильцова Мария выбыла на стадии четвертьфиналов, закончив выступления на 18 месте.

## Спортивные достижения
- Двукратная чемпионка России в сноуборд-кроссе (2015, 2015);
- Двукратный серебряный призёр чемпионатов России в сноуборд-кроссе (2014, 2016);
- Призёр этапа Кубка мира.

## Призовые места на этапах Кубка мира

### 3-е место
- 12 декабря 2015, Монтафон, Австрия

## Вне спорта
Студентка Новосибирского государственного педагогического университета.